# Saint-Merd-les-Oussines
Saint-Merd-les-Oussines is een gemeente in het Franse departement Corrèze (regio Nouvelle-Aquitaine) en telt 112 inwoners (1999). De plaats maakt deel uit van het arrondissement Ussel.

## Geografie
De oppervlakte van Saint-Merd-les-Oussines bedraagt 38,0 km², de bevolkingsdichtheid is 2,9 inwoners per km².
De onderstaande kaart toont de ligging van Saint-Merd-les-Oussines met de belangrijkste infrastructuur en aangrenzende gemeenten.

## Demografie
Onderstaande figuur toont het verloop van het inwonertal (bron: INSEE-tellingen).